# Lliga sud-coreana de futbol
La Lliga sud-coreana de futbol (oficialment Korea Professional Football League (K-League)) és la màxima competició futbolística de Corea del Sud.

## Història
La K-League fou creada el 1983 amb el nom de Korean Super League, amb cinc clubs membres. Els cinc membres fundadors foren Hallelujah FC, Yukong FC, POSCO FC, Daewoo FC i Kookmin Bank FC. El Hallelujah FC fou el primer campió, un punt per sobre del Daewoo FC.
L'any 1998, la lliga patí una reestructuració i fou reformada adoptant el nom de K-League. Des de la seva creació, la lliga s'anà expandint dels 5 clubs inicials fins a 15 equips. Dels cinc fundadors es mantenen a la lliga Daewoo, POSCO i Yukong Elephants; Kookmin Bank FC sortí al final de la temporada 1984, i Hallelujah el seguí la temporada següent.

### Patrocinadors de la K-League
- 1983-1992: Cap
- 1993-1995: Hite
- 1996-1997: Rapido
- 1998-1998: Hyundai
- 1999-1999: Buy Korea
- 2000-2000: Samsung
- 2001-2001: POSCO
- 2002 2008: Samsung
- 2009-avui: Cap

## Estructura
L'actual K-League és l'única lliga professional del país i està formada per 15 clubs. Per sota està la Korea National League, una lliga amateur o semi-professional formada per 14 clubs i creada l'any 2003. La tercera divisió és la Chanllengers League.
No hi ha una normativa establerta d'ascensos i descensos entre les tres categories, tot i que el campió de la Segona Divisió pot ser escollit per ascendir a la màxima categoria si compleix una sèrie de requeriments.
La competició se sol disputar entre els mesos de març/abril fins finals de novembre. El sistema de competició ha anat variant al cap dels anys. La temporada 2009 la lliga consisteix en una fase regular seguida d'una fase final amb els sis primers classificats. Els tres primers classificats obtenen plaça per participar en la Lliga de Campions de l'AFC.

## Clubs participants temporada 2009
| Província (Població)                 | Ciutat / Àrea (Població) | Clubs                   |
| ------------------------------------ | ------------------------ | ----------------------- |
| Ciutat especial de Seül (24.200.705) | Seül (10.207.304)        | FC Seoul                |
| Ciutat especial de Seül (24.200.705) | Incheon (2.693.123)      | Incheon United FC       |
| Ciutat especial de Seül (24.200.705) | Suwon (1.068.033)        | Suwon Samsung Bluewings |
| Ciutat especial de Seül (24.200.705) | Seongnam (941.889        | Seongnam Ilhwa Chunma   |
| Gyeongsangnam-do (13.056.617)        | Busan (3.562.642)        | Busan I'Park            |
| Gyeongsangnam-do (13.056.617)        | Daegu (2.493.192)        | Daegu FC                |
| Gyeongsangnam-do (13.056.617)        | Ulsan (1.112.579)        | Ulsan Hyundai Horang-i  |
| Gyeongsangnam-do (13.056.617)        | Changwon (3.224.676)     | Gyeongnam FC            |
| Gyeongsangnam-do (13.056.617)        | Pohang (508.382)         | Pohang Steelers         |
| Jeollabuk-do (5.757.649)             | Gwangju (1.423.519)      | Gwangju Sangmu FC       |
| Jeollabuk-do (5.757.649)             | Jeonnam (1.918.310)      | Chunnam Dragons         |
| Jeollabuk-do (5.757.649)             | Jeonju (1.855.171)       | Jeonbuk Hyundai Motors  |
| Chungcheong (5.020.305)              | Daejeon (1.481.516)      | Daejeon Citizen         |
| Gangwon-do (1.507.799)               | Chuncheon (1.507.799)    | Gangwon FC              |
| Jeju-do (560.649)                    | Jeju (560.649)           | Jeju United FC          |

* Població - cens 2009

## Historial
Font:
| Temporada | Campió                      | Finalista               |
| --------- | --------------------------- | ----------------------- |
| 1983      | Hallelujah FC (1)           | Daewoo Royals           |
| 1984      | Daewoo Royals (1)           | Yukong Elephants        |
| 1985      | Lucky-Goldstar Hwangso (1)  | POSCO Atoms             |
| 1986      | POSCO Atoms (1)             | Lucky-Goldstar Hwangso  |
| 1987      | Daewoo Royals (2)           | POSCO Atoms             |
| 1988      | POSCO Atoms (2)             | Hyundai Horang-i        |
| 1989      | Yukong Elephants (1)        | Lucky-Goldstar Hwangso  |
| 1990      | Lucky-Goldstar Hwangso (2)  | Daewoo Royals           |
| 1991      | Daewoo Royals (3)           | Hyundai Horang-i        |
| 1992      | POSCO Atoms (3)             | Ilhwa Chunma            |
| 1993      | Ilhwa Chunma (1)            | LG Cheetahs             |
| 1994      | Ilhwa Chunma (2)            | Yukong Elephants        |
| 1995      | Ilhwa Chunma (3)            | Pohang Atoms            |
| 1996      | Ulsan Hyundai Horang-i (1)  | Suwon Samsung Bluewings |
| 1997      | Busan Daewoo Royals (4)     | Jeonnam Dragons         |
| 1998      | Suwon Samsung Bluewings (1) | Ulsan Hyundai Horang-i  |
| 1999      | Suwon Samsung Bluewings (2) | Busan Daewoo Royals     |
| 2000      | Anyang LG Cheetahs (3)      | Bucheon SK              |
| 2001      | Seongnam Ilhwa Chunma (4)   | Anyang LG Cheetahs      |
| 2002      | Seongnam Ilhwa Chunma (5)   | Ulsan Hyundai Horang-i  |
| 2003      | Seongnam Ilhwa Chunma (6)   | Ulsan Hyundai Horang-i  |
| 2004      | Suwon Samsung Bluewings (3) | Pohang Steelers         |
| 2005      | Ulsan Hyundai Horang-i (2)  | Incheon United          |
| 2006      | Seongnam Ilhwa Chunma (7)   | Suwon Samsung Bluewings |
| 2007      | Pohang Steelers (4)         | Seongnam Ilhwa Chunma   |
| 2008      | Suwon Samsung Bluewings (4) | FC Seoul                |
| 2009      | Jeonbuk Hyundai Motors (1)  | Seongnam Ilhwa Chunma   |
| 2010      | FC Seoul (4)                | Jeju United             |
| 2011      | Jeonbuk Hyundai Motors (2)  | Ulsan Hyundai           |
| 2012      | FC Seoul (5)                | Jeonbuk Hyundai Motors  |
| 2013      | Pohang Steelers (5)         | Ulsan Hyundai           |
| 2014      | Jeonbuk Hyundai Motors (3)  | Suwon Samsung Bluewings |
| 2015      | Jeonbuk Hyundai Motors (4)  | Suwon Samsung Bluewings |
| 2016      | FC Seoul (6)                | Jeonbuk Hyundai Motors  |
| 2017      | Jeonbuk Hyundai Motors (5)  | Jeju United             |
| 2018      | Jeonbuk Hyundai Motors (6)  | Gyeongnam FC            |
| 2019      | Jeonbuk Hyundai Motors (7)  | Ulsan Hyundai           |
| 2020      | Jeonbuk Hyundai Motors (8)  | Ulsan Hyundai           |
| 2021      | Jeonbuk Hyundai Motors (9)  | Ulsan Hyundai           |
| 2022      | Ulsan Hyundai (3)           | Jeonbuk Hyundai Motors  |

## Història dels clubs a la K-League
Hi ha hagut un total de 19 membres en la història de la K-League:
| No. | Club (durada) | Propietaris |
| --- | --- | --- |
| 1   | POSCO Dolphins (1983–1984) POSCO Atoms (1985–1994) Pohang Atoms (1995–1996) Pohang Steelers (1997–present)             | POSCO |
| 2   | Hallelujah FC (1983–1985)                                                                                              | ko |
| 3   | Yukong Elephants (1983–1995) Bucheon Yukong (1996–1997) Bucheon SK (1997–2005) Jeju United (2006–present)              | SK Energy |
| 4   | Daewoo Royals (1983–1995) Busan Daewoo Royals (1996–1999) Busan I'Cons (2000–2004) Busan IPark (2005–present)          | Daewoo (1983–1999) HDC Group (2000–present) |
| 5   | Kookmin Bank (1983–1984)                                                                                               | Kookmin Bank |
| 6   | Hyundai Horang-i (1984–1995) Ulsan Hyundai Horang-i (1996–2007) Ulsan Hyundai (2008–present)                           | Hyundai Motor Company (1984–1997) Hyundai Heavy Industries (1998–present) |
| 7   | Lucky-Goldstar Hwangso (1984–1990) LG Cheetahs (1991–1995) Anyang LG Cheetahs (1996–2003) FC Seoul (2004–present)      | LG Group (1984–2004) GS Group (2004–present) |
| 8   | Hanil Bank FC (1984–1986)                                                                                              | Hanil Bank |
| 9   | Sangmu FC (1985) | Corporació atlètica de les Forces Armades de Corea |
| 10  | Ilhwa Chunma (1989–1995) Cheonan Ilhwa Chunma (1996–1999) Seongnam Ilhwa Chunma (2000–2013) Seongnam FC (2014–present) | Ilwha Company (1989–2013) Govern de Seongnam (2014–present) |
| 11  | Chonbuk Buffalo (1994)                                                                                                 | Bobae Soju |
| 12  | Jeonbuk Dinos (1995–1996) Jeonbuk Hyundai Dinos (1997–1999) Jeonbuk Hyundai Motors (2000–present)                      | Hyunyang Company (1995–1999) Hyundai Motor Company (1995–present) |
| 13  | Jeonnam Dragons (1995–present)                                                                                         | POSCO |
| 14  | Suwon Samsung Bluewings (1996–present)                                                                                 | Samsung Electronics (1996–2014) Cheil Worldwide (2014–present) |
| 15  | Daejon Citizen (1997–2019) Daejeon Hana Citizen (2020–present)                                                         | Dong Ah Group (1997–1998) Chungchong Bank (1997–1998) Dongyang Department Store (1997–1999) Kyeryong Construction Company (1997–2002) Govern de Daejeon (2003–2019) Hana Financial Group (2020–present) |
| 16  | Gwangju Sangmu (2003–2010)                                                                                             | Corporació atlètica de les Forces Armades de Corea Govern de Gwangju |
| 17  | Daegu FC (2003–present)                                                                                                | Govern de Daegu |
| 18  | Incheon United (2004–present)                                                                                          | Govern d'Incheon |
| 19  | Gyeongnam FC (2006–present)                                                                                            | Govern Provincial de Gyeongnam |
| 20  | Gangwon FC (2009–present)                                                                                              | Govern Provincial de Gangwon |
| 21  | Sangju Sangmu (2011–2020)                                                                                              | Corporació atlètica de les Forces Armades de Corea Govern de Sangju |
| 22  | Gwangju FC (2011–present)                                                                                              | Govern de Gwangju |
| 23  | Police FC (2013) Ansan Police (2014–2015) Ansan Mugunghwa (2016)                                                       | KNP Sports Club Govern d'Ansan (2014–2016) |
| 24  | Goyang Hi FC (2013–2015) Goyang Zaicro (2016)                                                                          | |
| 25  | Chungju Hummel (2013–2016)                                                                                             | Hummel Korea |
| 26  | Suwon FC (2013–present)                                                                                                | Govern de Suwon |
| 27  | Bucheon FC 1995 (2013–present)                                                                                         | Govern de Bucheon |
| 28  | FC Anyang (2013–present)                                                                                               | Govern d'Anyang |
| 29  | Seoul E-Land (2015–present)                                                                                            | E-Land Group |
| 30  | Asan Mugunghwa (2017–2019)                                                                                             | KNP Sports Club Govern d'Asan |
| 31  | Ansan Greeners (2017–present)                                                                                          | Govern d'Ansan |
| 32  | Chungnam Asan (2020–present)                                                                                           | Govern d'Asan Govern Provincial Provincial de Chungnam |
| 33  | Gimcheon Sangmu (2021–present)                                                                                         | Corporació atlètica de les Forces Armades de Corea Govern de Gimcheon |
| 34  | Gimpo FC (2022–present)                                                                                                | Govern de Gimpo |
| 35  | Cheonan City (2023–present)                                                                                            | Govern de Cheonan |
| 36  | Chungbuk Cheongju (2023–present)                                                                                       | Govern de Cheongju |

1. ↑  Fundat com a club semi-professional "POSCO FC" l'1 d'abril de 1973.
2. ↑  Fundat com a club semi-professional el 20 de desembre de 1980.
3. ↑  Fundat com a club semi-professional "Saehan Motors" el 22 de novembre de 1979.
4. ↑  Fundat com a club semi-professional el 29 de setembre de 1969.
5. ↑  Horang-i significa tigre.
6. ↑  Hwangso significa brau.
7. 1 2 3 4  Sangmu, Gwangju Sangmu, Sangju Sangmu i Gimcheon Sangmu són entitats legals diferents segons la Federació de la K League.
8. ↑  Chunma significa pegàs.
9. 1 2  Ansan Mugunghwa i Asan Mugunghwa són entitats legals diferents segons la Federació de la K League.
10. ↑  Fundat com a club semi-professional "Hallelujah FC" el 3 d'abril de 1999.
11. ↑  Fundat com a club semi-professional "Hummel FC" el 9 de desembre de 1999.
12. ↑  Fundat com a club semi-professional "Suwon City" el 15 de març de 2003.
13. ↑  Fundat com a club semi-professional "Gimpo Citizen" el 29 de gener de 2013.
14. ↑  Fundat com a club semi-professional el 2008.
15. ↑  Fundat com a club semi-professional "Cheongju FC" el 2002.

## Recol·locacions de les franquícies a la K-League
Des de l'any 1987 la K-League començà amb el sistema de partits a casa i fora.
| Club                    | Ingrés | Ciutat / Àrea original  | Ciutat / Àrea següents                                                                     |
| ----------------------- | ------ | ----------------------- | ------------------------------------------------------------------------------------------ |
| Pohang Steelers         | 1983   | Daegu+Gyeongbuk (1987)  | Pohang (1988-present)                                                                      |
| Jeju United FC          | 1983   | Incheon+Gyeonggi (1987) | Seül (1991) -> Bucheon / Mok-dong, Seül (1996)[1] -> Bucheon (2001) -> Jeju (2006-present) |
| Busan I'Park            | 1983   | Busan+Gyeongnam (1987)  | Busan (1989-present)                                                                       |
| Ulsan Hyundai Horang-i  | 1984   | Gangwon (1987)          | Ulsan (1990-present)                                                                       |
| FC Seoul                | 1984   | Chungcheong (1987)      | Seül (1990) -> Anyang (1996) -> Seül (2004-present)                                        |
| Seongnam Ilhwa Chunma   | 1989   | Seül                    | Cheonan (1996) -> Seongnam (2000-present)                                                  |
| Jeonbuk Hyundai Motors  | 1994   | Jeonbuk                 | N/A                                                                                        |
| Chunnam Dragons         | 1995   | Jeonnam                 | N/A                                                                                        |
| Suwon Samsung Bluewings | 1996   | Suwon                   | N/A                                                                                        |
| Daejeon Citizen         | 1997   | Daejeon                 | N/A                                                                                        |
| Daegu FC                | 2003   | Daegu                   | N/A                                                                                        |
| Gwangju Sangmu FC       | 2003   | Gwangju                 | N/A                                                                                        |
| Incheon United FC       | 2004   | Incheon                 | N/A                                                                                        |
| Gyeongnam FC            | 2006   | Gyeongnam               | N/A                                                                                        |
| Gangwon FC              | 2009   | Gangwon                 | N/A                                                                                        |

[1] El Bucheon SK disputà els seus partits de casa a l'Estadi Mokdong de Seül fins al 2000 perquè l'Estadi Bucheon estava en construcció.